# Sophie Roberge
Sophie Roberge (Quebec, 18 de octubre de 1973) es una deportista canadiense que compitió en judo. Ganó cinco medallas en el Campeonato Panamericano de Judo entre los años 1992 y 2001.
Participó en los Juegos Olímpicos de Sídney 2000, donde finalizó decimotercera en la categoría de –63 kg.

## Palmarés internacional
| Campeonato Panamericano | Campeonato Panamericano   | Campeonato Panamericano | Campeonato Panamericano |
| Año                     | Lugar                     | Medalla                 | Categoría               |
| ----------------------- | ------------------------- | ----------------------- | ----------------------- |
| 1992                    | Hamilton (Canadá)         | Medalla de bronce       | –66 kg                  |
| 1994                    | Santiago de Chile (Chile) | Medalla de bronce       | –66 kg                  |
| 1999                    | Montevideo (Uruguay)      | Medalla de oro          | –63 kg                  |
| 2000                    | Orlando (Estados Unidos)  | Medalla de bronce       | –63 kg                  |
| 2001                    | Córdoba (Argentina)       | Medalla de oro          | –63 kg                  |